# Doctor Octopus
Doctor Octopus, på svenska även Doktor Octopus, och går ibland under smeknamnet Doc Ock, är en fiktiv karaktär i historien om Spindelmannen. Figuren dök upp för första gången i The Amazing Spider-Man #3 (1963) och är skapad av Stan Lee och Steve Ditko. Doctor Octopus eller Otto Octavius dök upp i det tredje numret av The Amazing Spider-man och har varit med ända sen dess. Han har utvecklats till en av Spindelmannens största fiender.

## Fiktiv biografi
Otto Octavius föddes i Schenectady, New York, och hade en turbulent uppväxt. Hans far Torbert Octavius, en fabriksarbetare, var kränkande och våldsam mot både Otto och hans mor Mary Octavius. Unge Ottos blyghet och bra arbete i skolan fick honom märkt som "lärarnas kelgris" och målinriktad som ett mobbningsoffer. Torbert uppskattade inte att ha en mobbad son, och röt åt Otto att använda våld för att hantera mobbarna. Mary Octavius försvarade sin son från Torberts ordsvall och sade att Otto var en begåvad tänkare som skulle använda sin hjärna för att lösa problem, inte sina nävar. På grund av sin mors insisterande och avsky mot män som tog till våld blev Otto fast besluten om att inte bli som sin far och började storsatsa på sin utbildning, vilket gav honom regelbundet toppbetyg. Ottos hängivenhet att studera lönade sig och han tilldelades ett stipendium på ett universitet. Under Ottos första år på college dog hans far på grund av en industriolycka, vilket fick Otto att bli besatt av att studera läkarundersökningsvetenskap. Efter examen från college fick Otto arbete i en ingenjörsfirma.
Otto blev en briljant och respekterad kärnfysiker, atomforskningskonsult, uppfinnare och föreläsare. Han konstruerade en uppsättning avancerade mekaniska armar som styrdes via hjärnmekanism för att underlätta hans forskning inom atomfysik. Tentaklerna var resistenta mot strålning, var oerhört starka och kunde utföra mycket exakta rörelser. Dessa var fästa vid en bärrem som satt runt hans midja. Senare i sin brottsliga karriär hävdade Octavius att inspirationen till enheten kom från Vitruvianske mannen, den berömda skissningen av Leonardo Da Vinci, en av hans idoler.
Även om hans relation till medarbetarna var typiskt fientlig blev en annan forskare vid namn Mary Alice Anders vän med honom efter att Otto imponerat på henne med en demonstration av sin bärrem, och de två påbörjade ett frieri. I sinom tid föreslog Otto äktenskap med Mary Alice. Men Ottos mor tillät inte det i tron att ingen kvinna var bra nog för hennes son. För att behaga henne avbröt han sina planer. Senare, när han upptäckte att hans mor hade börjat dejta en bibliotekarie, tillrättavisade han henne, vilket gav henne en dödlig hjärtattack under sin argumentation. Med sin mors död och Mary Alice Anders ute ur hans liv blev Octavius alltmer småsint mot sin omgivning, och han blev mer distraherad från att uppmärksamma detaljer och säkerhetsåtgärder i sitt arbete. Hans medarbetare kallade honom ofta för "Dr Octopus" bakom ryggen, en vits på hans riktiga namn inspirerad av de fyra mekaniska tentaklerna. Han var medveten om denna förolämpning, men brydde sig knappt.
Under en oavsiktlig strålningsläcka som slutade i en explosion blev bärremmen fusionerad till Otto Octavius kropp. Det avslöjades senare att strålningen hade muterat hans hjärna så att han kunde kontrollera rörelsen av armarna med hjälp av sina blotta tankar. Olyckan skadade även till synes hans hjärna och han vände sig till ett brottsligt liv. Han började med att ta hela sjukhuset som gisslan och kallade sig själv "Dr Octopus" efter det nedsättande namnet som hans medarbetare gett honom. Trots att Doktor Octopus är något fetlagd, i dålig fysisk form och är närsynt är han med hjälp av sina mekaniska armar en stor utmaning för Spindelmannen. Olyckan gjorde även hans ögon mycket känsliga för ljus, och han måste bära glasögon med skuggade linser.
I deras första möte besegrade Doktor Octopus Spindelmannen och kastade ut honom från ett fönster. Efter detta nederlag övervägde Spindelmannen att ge upp sin heroiska karriär, men blev inspirerad att fortsätta av Human Torch, och besegrade slutligen Doktor Octopus. Detta blev början till ett flertal strider mellan hjälten och superskurken.

## Krafter och förmågor
Otto Octavius har ett genialiskt intellekt och är expert inom atomfysik. Som en briljant ingenjör och uppfinnare är han även en superb strateg och en karismatisk ledare.
På grund av exponeringen för atomstrålningen har Octopus fått en telepatisk förmåga att kontrollera sina teleskopiska, gripkloförsedda, titanstålartificiella tentakler som är anslutna till en rostfri stålbärrem omkring hans midja. Var och en av dessa fyra armar är kapabel att lyfta flera ton, förutsatt att åtminstone en arm används för att stödja hans kropp. Armarna tillåter Octavius att röra sig snabbt över alla sorters terränger och fästa sig vid vertikala ytor och tak.

## I andra medier
- Doktor Octopus har medverkat i ett flertal tecknade TV-serier. I 1960-talets TV-serie gjordes hans röst av Vernon Chapman. I 1980-talets TV-serie gjordes hans röst av Stan Jones. I den animerade TV-serien Hulken och Spider-Man and His Amazing Friends gjordes hans röst av Michael Bell. I Spider-Man: The Animated Series gjordes hans röst av Efrem Zimbalist, Jr. (på svenska av Johan Hedenberg). I The Spectacular Spider-Man gjordes hans röst av Peter MacNicol.

- Doktor Octopus medverkar i 2004 års långfilm Spider-Man 2, spelad av Alfred Molina. Denna version är en sympatisk person gift med en kvinna vid namn Rosalie. Han möter först Peter Parker när Curt Connors rekommenderar ett besök till honom. Octavius använder sin mekaniska bärrem för att hantera ett Oscorp-finansierat tritiumexperiment, vilket resulterar i Rosalies död och en fusionering av bärremmen till Octavius kropp. Armarna har artificiell intelligens som först börjar angripa alla som försöker ta bort dem. De börjar senare påverka Octavius i att agera irrationellt, och han kommer i konflikt med Spindelmannen när han tillgriper bankrån för att fortsätta finansiera sina experiment. Han kidnappar slutligen Mary Jane Watson till ett övergivet lager där han gör ett nytt försök att utnyttja energi från tritium. När Spindelmannen anländer utbryter en strid, vilket resulterar i att Octavius armar skadas. Efter att Peter att frivilligt avslöjar sin identitet och påminner Octavius om hans egna ord om hur vetenskapen inte bör användas för det onda förmår sig Octavius ursprungliga personlighet att övermanna tentaklernas vilja, och han offrar sig själv för att förstöra tritiumreaktorn innan den exploderar.